# The Pros and Cons of Hitch Hiking
The Pros and Cons of Hitch Hiking (с англ. — «Плюсы и минусы путешествий автостопом») — дебютный сольный студийный альбом басиста группы Pink Floyd Роджера Уотерса, вышедший в 1984 году.
Первоначально материал готовился Роджером Уотерсом для записи очередного альбома Pink Floyd одновременно с материалом для The Final Cut, и какой из альбомов последует за The Wall, вначале было неизвестно. Однако потом Роджер решил выпустить The Final Cut, но последовавший затем конфликт в группе и её распад побудил музыканта выпустить готовый материал как свой сольный диск.
По замыслу автора, содержание альбома представляет собой череду реминисценций, сновидений (включая кошмары и эротические видения) и пробуждений героя, который, переживая пресловутый кризис среднего возраста, помышляет об адюльтере. Действие происходит в режиме «прямой трансляции» с 04:30 до 05:11 утра.
Обложка со стилизованным рисунком известной в ту пору модели Линзи Дрю (англ. Linzi Drew) во многих странах была ретуширована (ниже пояса) или цензурирована другими методами.
Йоко Оно, которая упоминалась в одной из композиций («Ты врубилась в музыку, Йоко, или всё было зря?») в интервью The Times негативно отозвалась о концепции альбома.
Альбом занял 13-е место в хит-параде Великобритании и 31-e место в хит-параде американского журнала «Billboard».

## Список композиций

### Первая сторона
Слова и музыка всех песен — Роджер Уотерс.
| №  | Название                                            | Длительность |
| -- | --------------------------------------------------- | ------------ |
| 1. | «4:30 AM (Apparently They Were Travelling Abroad)»  | 3:12         |
| 2. | «4:33 AM (Running Shoes)»                           | 4:08         |
| 3. | «4:37 AM (Arabs with Knives and West German Skies)» | 2:17         |
| 4. | «4:39 AM (For the First Time Today, Part 2)»        | 2:02         |
| 5. | «4:41 AM (Sexual Revolution)»                       | 4:49         |
| 6. | «4:47 AM (The Remains of Our Love)»                 | 3:09         |

### Вторая сторона
| №  | Название                                      | Длительность |
| -- | --------------------------------------------- | ------------ |
| 1. | «4:50 AM (Go Fishing)»                        | 6:59         |
| 2. | «4:56 AM (For the First Time Today, Part 1)»  | 1:38         |
| 3. | «4:58 AM (Dunroamin, Duncarin, Dunlivin)»     | 3:03         |
| 4. | «5:01 AM (The Pros and Cons of Hitch Hiking)» | 4:36         |
| 5. | «5:06 AM (Every Stranger's Eyes)»             | 4:48         |
| 6. | «5:11 AM (The Moment of Clarity)»             | 1:28         |

## Участники записи
- Роджер Уотерс — бас-гитара, ритм-гитара, плёночные эффекты, вокал
- Эрик Клэптон — соло-гитара, бэк-вокал, гитарный синтезатор «Roland»
- Рей Купер — перкуссия
- Энди Ньюмарк[англ.] — ударная установка, перкуссия
- Дэвид Сэнборн — саксофон
- Майкл Кэймен — фортепиано
- Энди Баун[англ.] — орган Хаммонда, двенадцатиструнная гитара
- Национальный филармонический оркестр (дирижёр и аранжировщик — Майкл Кэймен)